# 陈绍本
陈绍本（？—？），顺天大兴（今北京大兴）人，清朝政治人物。
陈绍本曾于1861年接替周绍濂任金山县知县一职，1862年由唐德峻接任。